# Marina di Vasto
Marina di Vasto este o arie protejată (arie specială de conservare — SAC, sit de importanță comunitară — SCI) din Italia întinsă pe o suprafață de 57 ha, integral pe uscat.

## Localizare
Centrul sitului Marina di Vasto este situat la coordonatele 42°05′10″N 14°44′25″E / 42.086111°N 14.740278°E.

## Înființare
Situl Marina di Vasto a fost declarat sit de importanță comunitară în iunie 1995 pentru a proteja 2 specii de animale. Situl a fost protejat și ca arie specială de conservare în decembrie 2018.

## Biodiversitate
Situată în ecoregiunea continentală, aria protejată conține 7 habitate naturale: Dune mobile de-a lungul țărmului cu Ammophila arenaria („dune albe”), Dune împădurite cu Pinus pinea și/sau Pinus pinaster, Pajiști umede mediteraneene cu ierburi înalte de Molinio-Holoschoenion, Pășuni mediteraneene udate de apa mării (Juncetalia maritimi), Dune mobile cu vegetație embrionară, Dune cu vegetație ierboasă Malcolmietalia, Vegetație anuală la limita mareei.
La baza desemnării sitului se află mai multe specii protejate de  reptile (2): țestoasa de baltă (Emys orbicularis), țestoasă bănățeană (Testudo hermanni).
Pe lângă speciile protejate, pe teritoriul sitului au mai fost identificate 20 de specii de plante, 1 specie de păsări.